# Los Zetas
Los Zetas (cioè "gli Zeta") è un'organizzazione criminale originaria del Messico, impegnata nel traffico internazionale di droghe, nei rapimenti a scopo di estorsione e in altre attività illecite sul territorio centroamericano. Dal momento che si occupa principalmente di affari legati agli stupefacenti, Los Zetas è considerato prima di tutto un cartello della droga.
Formatasi negli anni '90 come gruppo mercenario paramilitare, i suoi membri originari erano disertori delle forze speciali dell'esercito messicano e kaibiles del Guatemala. Distinguendosi subito per la brutalità, il cartello del Golfo li assunse come braccio armato per faide e conflitti (vedi guerra messicana della droga).
La collaborazione durò fino al 2010, quando Osiel Cárdenas Guillén, capo storico di entrambi i cartelli fu arrestato nel 2003, estradato negli Usa nel 2007 e condannato a 25 anni di carcere. Questo evento segnò l'entrata nel mondo del traffico di stupefacenti degli Z come cartello autonomo.
La Drug Enforcement Administration (DEA) statunitense ritiene Los Zetas il gruppo paramilitare più violento operante in Messico. Recentemente hanno iniziato l'attività dei sequestri di persona, specialmente turisti americani, per la richiesta di ingenti riscatti; espandendo, inoltre, le loro operazioni in Europa attraverso il supporto della 'Ndrangheta.

## Origine del nome
Il nome Los Zetas deriva dal suo primo capo, il tenente Arturo Guzmán Decena, il cui codice radio nella Policía Judicial Federal era "Z1", codice esibito solo a funzionari d'alto rango. Il codice radio per gli oficiales de comando della Policía Judicial Federal in Messico era "Y", da cui saltò fuori il soprannome "Yankees" ai suoi appartenenti, mentre per la Policia Judicial Federal a capo di una città era "Z", e i suoi appartenenti furono soprannominati "Zetas".

## Storia

### Anni '90
Alla fine degli anni '90, Osiel Cárdenas Guillén, capo del cartello del Golfo, iniziò una battaglia per il rintracciamento di membri dei cartelli rivali nel tentativo di assicurare protezione a sé stesso e il suo gruppo. Non avendo a disposizione uomini sufficienti, Guillén iniziò a reclutare tra le proprie file ex soldati e disertori del corpo speciale Grupo Aeromóvil de Fuerzas Especiales (GAFE) dell'esercito messicano, creando un gruppo di controinsurgenza dedito all'uccisione di narcotrafficanti. La milizia privata fu addestrata da specialisti in tattiche sovversive di Stati Uniti (si ritiene alla Istituto dell'Emisfero Occidentale per la Cooperazione alla Sicurezza), Francia e Israele per: assalto aereo, dispiegamento di forze rapido, tiro di precisione, imboscate, tecniche di controsorveglianza e telecomunicazioni sofisticate, e altro ancora.

### Anni 2000
- Nel febbraio 2004, un commando armato irrompe in una prigione di Michoacán, liberando 25 Z lì detenuti.[11]
- Nel febbraio 2007, in un attacco sullo stile strage di viale Lazio, indossando divise dell'esercito, alcuni Z massacrano cinque poliziotti e due assistenti amministrativi, ferendone molti altri, nella città di Acapulco.[11]
- Nell'aprile 2007 viene ucciso in un agguato il capo della polizia di Chilpancingo, mentre cenava in un ristorante con la sua famiglia.[11]
- Nel maggio 2007 viene sequestrato, torturato e ucciso Jacinto Granada, un capitano della Fanteria Messicana.[11]
- Nel giugno 2007, nelle regioni di Nuevo León, Veracruz, Coahuila e Baja California, vengono messe a segno diverse rapine ai danni dei casinò più prestigiosi.[11]
- Il 17 settembre 2008 in un'operazione dell'FBI e della DEA americana, dell'ICE messicana a cui hanno partecipato anche i carabinieri del ROS sono state arrestate 200 persone appartenenti a Los Zetas e ad altre organizzazioni criminali a cui vendevano la droga, tra cui la 'Ndrangheta, nella fattispecie sono stati arrestati Vincenzo e Giulio Schirripa appartenenti all'omonima 'ndrina, la quale faceva parte di un'alleanza con i Coluccio, gli Aquino e i Macrì e con i quali avrebbero importato ogni volta 1000 chili di cocaina[12]. Sono state sequestrate nell'operazione 16 tonnellate di cocaina e 57 milioni di dollari[13].
- Nel giugno 2010 a Monterrey viene arrestato Hector Raul Luna, ritenuto capo de Loz Zetas nello Stato di Nuevo León.[14]

### Anni '10 - Ascesa e declino dell'organizzazione
Nel 2012, i Zeta hanno il controllo su 11 stati del Messico, diventando così il cartello di droga con il più grande territorio nel paese. Il loro rivale, il cartello di Sinaloa, ha dovuto cedere molti territori a Los Zetas, passando da 23 stati a 16.
Dall'inizio del 2012 il governo messicano ha intensificato le operazioni contro i Zeta, con l'annuncio di nuove 5 installazioni militari nell'aree di operazioni.
- Nel 4 novembre 2011 a Città del Messico, un esponente di Anonymous era stato rapito dai Zeta, in seguito liberato dopo che gli Anonymous minacciavano di rendere pubbliche le connessioni politiche del cartello della droga, se non avessero liberato l'hacker pubblicando online documenti scottanti.
- Nella notte tra il 3 e il 4 maggio 2012 hanno assassinato nove persone, quattro donne e cinque uomini, appartenenti ad un cartello rivale. Come gesto di intimidazione i corpi delle vittime sono stati esposti in un ponte in Nuevo Laredo appesi per il collo.[15]
- Il 9 ottobre 2012, la marina messicana confermò l'uccisione del capo Heriberto Lazcano in uno scontro a fuoco con la marina ai confini del Texas.
- Il 14 luglio 2013 viene catturato a Nuevo Laredo il nuovo capo Miguel Treviño Morales (Z-40).

- Il 3 marzo 2015 viene arrestato Omar Treviño Morales (alias Z-42), il boss del cartello Los Zetas.[16] Questo causa una scissione all'interno dell'organizzazione dalla quale nasce il Cartello del Nord-est (Cártel del Noreste).

- Il 9 febbraio 2018 viene arrestato José María Guizar Valencia (Z-43), nuovo boss del cartello, infliggendo così un duro colpo agli Z.

### Anni '20 - Disarticolazione del gruppo Vieja Guardia e dei Los Zetas
L'8 maggio del 2020 è deceduto Moisés Escamilla May, uno dei leader de Los Zetas, nel centro di reclusione di Puente Grande, nello Stato di Jalisco. Meglio noto come "El Gordo May", Escamilla, 45 anni, aveva scontato 11 dei 37 anni di reclusione cui era stato condannato. Escamilla si sarebbe reso responsabile della decapitazione di 12 persone. El Gordo May era a capo di una fazione de Los Zetas, la quale era considerata come la più potente e sanguinaria di Cancún.
La fazione "Vieja Guardia" e/o "Vieja Escuela" (il gruppo originario dei Los Zetas) è stata completata disarticolata con la cattura (per la seconda volta), il 3 aprile 2022, di José María Guizar Valencia, alias Z-43, a Città del Messico. Il 16 novembre viene condannato a 40 anni di carcere  da una corte federale del Texas negli Stati Uniti.

## Aree di influenza

La violenza contro la droga e la corruzione politica stanno affliggendo lo stato messicano di Tamaulipas, sede del Cartello del Golfo e degli Zeta.

I Zeta hanno campi di addestramento per le nuove reclute simili alle strutture militari d'allenamento del GAFE. Nel settembre 2005 la testimonianza al Congresso messicano del Segretario poi-Difesa Clemente Veg, ha riferito che i Zeta hanno assunto almeno 30 ex kaibil guatemaltechi per allenare le nuove reclute perché il numero di ex forze speciali messicane uomini nei loro ranghi si era ridotto.
Gli analisti indicano i Zeta come il più grande gruppo criminale in Messico in termini di presenza geografica.
Hanno base principalmente ai confini regionali di Nuevo Laredo e Coahuila.
Essi hanno posto sentinelle presso destinazioni d'arrivo come aeroporti, stazioni dei bus e strade principali.
Per condurre le loro attività criminali lungo i confini, operano nel Golfo del Messico, negli stati meridionali di Tabasco, Yucatán, Quintana Roo, e Chiapas, e negli stati della costa dell'Oceano Pacifico di Guerrero, Oaxaca, e Michoacán e in Città del Messico.
Hanno diverse attività anche negli Stati Uniti (Texas) e Guatemala.
All'inizio del 2012 si scoprì che operavano anche ai confini settentrionali tra Venezuela e Colombia e abbiano collaborato con Los Rastrojos.
Insieme controllerebbero le rotte del traffico di droga: a La Guajira (in Colombia) c'è la produzione, mentre nello stato venezuelano di Zulia inizia la rotta per gli Stati Uniti e l'Europa.

### Rapporti con la 'ndrangheta
Varie indagini di polizia hanno dimostrato come i Zeta siano stati in stretto collegamento con la 'ndrangheta calabrese per il traffico internazionale di sostanze stupefacenti. La 'ndrangheta tramite cartelli di famiglie mafiose della provincia di Reggio Calabria (come i Pesce, i Commisso, gli Aquino) importò in Europa tonnellate di cocaina avvalendosi del cartello messicano de Los Zetas come dichiarato dalla Direzione Investigativa Antimafia nella seconda relazione semestrale al Parlamento italiano 2011.

## Tattiche paramilitari
I Zeta sono uno dei gruppi paramilitari meglio armati di tutta l'area centroamericana. Tra le armi che utilizzano vi sono AK-47, AR-15, mitragliatrici MP5 e calibro 50, lanciagranate, missili terra aria ed elicotteri. Inoltre operano attraverso moderne tecniche di intercettazioni ambientali e telefoniche per organizzare i propri crimini.
La gerarchia de Los Zetas comprende inoltre diverse figure:
- los Halcones ("i falchi"): controllano le zone sotto il dominio della banda e comunicano via radio eventuali intrusioni;
- los Ventanas ("le finestre"): ragazzi giovani che in bicicletta o a piedi comunicano ai superiori eventuali movimenti sospetti attorno alle aree di spaccio;
- los Mañosos: si occupano del commercio di armi;
- los Leopardos ("i leopardi"): prostitute e travestiti che recuperano informazioni dai loro clienti;
- Dirección ("la direzione") composta da circa 20 membri esperti di telecomunicazioni conoscono le informazioni più importanti e partecipano a volte a rapimenti ed omicidi. La struttura de Los Zetas è una struttura a cellula, fatta per garantire che nessuno della direzione sappia tutto quello che succede, in modo da non poter rivelare le informazioni più importanti anche in caso di arresto o tortura.